# Centro de Línguas da Faculdade de Letras da Universidade de Lisboa
O Centro de Línguas da Faculdade de Letras da Universidade de Lisboa (CLi-FLUL) é uma unidade de ensino da Faculdade de Letras da Universidade de Lisboa, que existe há mais de 15 anos, vocacionada para o ensino de línguas estrangeiras.
Promovendo o conhecimento de línguas e culturas estrangeiras, o CLi-FLUL contribui para a abertura de novos imaginários e novas representações do mundo.

## Atividades Académicas
O Centro de Línguas oferece cursos presenciais, a distância e mistos para adultos, para crianças e cursos para empresas. Aposta, assim, na formação complementar e na formação ao longo da vida, garantindo o acesso a abordagens diferenciadas e de qualidade.
Todos os cursos de línguas estrangeiras têm como base a escala de competências definida pelo Quadro Europeu Comum de Referência (QECR) para as línguas.

### Cursos de Línguas para Adultos
Os cursos de línguas do CLi-FLUL são cursos de 60 horas que têm lugar, geralmente, em três períodos durante o ano: 1.º semestre (Out – Jan); 2.º semestre (Fev – Jun) e Verão (Julho – intensivo)
A carga letiva destes cursos distribui-se em horários de duas vezes por semana em horário pós-laboral, ou uma vez por semana aos sábados de manhã.
No Verão, os cursos são em regime intensivo, com aulas a decorrer cinco vezes por semana, de 2.ª a 6.ª feira, em horário matinal ou pós-laboral.
As aulas podem decorrer em dois regimes diferentes: presencial ou a distância.
Entre os idiomas disponíveis encontram-se: Alemão, Espanhol, Francês, Grego Moderno, Inglês, Italiano, Japonês e Russo.

### Cursos de Formação Específica
A oferta formativa do CLi-FLUL disponibiliza também formação específica, pensada para aprofundar conhecimentos em áreas concretas de cada língua.
Com programas preparados de acordo com o QECR (Quadro Europeu Comum de Referência para as Línguas) para as línguas e com conteúdos programáticos cuidadosamente selecionados, estes cursos contam, na sua maioria, com uma duração de 30h.
Desta oferta formativa fazem parte cursos como por exemplo:
- Conversação em Inglês
- Legendagem para Audiovisuais
- Inglês para Fins Académicos[3]

### Cursos para Crianças e Jovens
Em 2016 o Centro de Línguas, através dos Cursos de Línguas para Crianças e Jovens, alargou o seu leque de atividades a um público mais novo – com idades compreendidas entre os 10 e os 16 anos – primeiramente, em tempo de férias e depois também em período letivo. Desde então, mais de 400 alunos passaram já pelo CLi-FLUL e a procura crescente tem feito com que também a lista de línguas disponíveis continue a aumentar.
Os cursos de línguas para crianças e jovens organizados pelo CLi-FLUL são uma forma divertida, e ao mesmo tempo didática, de descobrir uma língua nova durante todo o ano letivo. Os seus benefícios são muitos: melhoria em competências linguísticas específicas, maior predisposição para lidar com ambientes multiculturais e desafiantes, reforço da autoconfiança e autoestima.
Os cursos de 30 horas, decorrem durante o ano letivo, uma vez por semana, aos sábados de manhã e, no verão, em julho, distribuídos por duas quinzenas.
Os idiomas disponíveis incluem geralmente: Alemão, Inglês, Francês e Japonês.

### Cursos de Preparação Linguística para alunos Erasmus
Os Cursos de Preparação Linguística Erasmus são uma iniciativa da Universidade de Lisboa para apoiar os estudantes selecionados para mobilidade no âmbito do programa Erasmus+. Estes cursos visam proporcionar uma base sólida nas línguas estrangeiras mais requisitadas, facilitando a integração académica e cultural nos países de acolhimento.
Estes cursos são organizados em colaboração com o CLi-FLUL e disponibilizam formação linguística em Alemão, Francês e Italiano, com 60 horas de formação. As aulas podem se frequentadas em regime presencial, na Faculdade de Letras da Universidade de Lisboa, ou a distância.
A coordenação científica e pedagógica está a cargo do Centro de Línguas da FLUL (CLi-FLUL).

## Outras Atividades
O Cli-FLUL desenvolve outras atividades além das suas aulas.
Nomeadamente:
- Aulas Particulares: As aulas particulares têm como objetivo responder às necessidades específicas de cada aluno ou grupo de alunos – num máximo 3 – e destinam-se ao público em geral, independentemente do seu nível de conhecimentos da língua. O programa é traçado especificamente para cada um, de acordo com o seu nível e os seus objetivos de aprendizagem.[6]
- Cursos Especializados para Empresas: Com experiência em várias áreas específicas da língua o CLi-FLUL está capacitado para dar resposta a necessidades específicas de clientes empresariais.Estes são cursos feitos à medida, podendo definir-se horários, frequência, níveis e outras das características inerentes a uma formação deste género, mantendo a qualidade da coordenação científica e pedagógica da Faculdade de Letras da ULisboa.[7]
- Tradução e Revisão:Contando com um grupo de tradutores e revisores altamente qualificados é possível dar resposta a um vasto leque de trabalhos das mais diversas áreas, não só de um idioma estrangeiro para português, como de português para um idioma estrangeiro (retroversão).[8]
- Teste de Diagnóstico: Testes disponíveis em vários idiomas que pretendem apurar os conhecimentos dos proponentes sobre uma língua, de acordo com o Quadro Europeu Comum de Referência para as Línguas.[9]

### Localização
O CLi-FLUL está localizado em Lisboa, Portugal, concretamente na Faculdade de Letras da Universidade de Lisboa